# Avril 1759
Cette page présente les faits marquants du mois d'avril 1759.

## Événements
- 7 mars-7 avril : siège de Masulipatam[1].